# Jan Reesse
Jan Jacob Reesse (Amsterdam, 27 september 1853 - Lisse, 9 oktober 1910) was een Nederlands scheikundige, technoloog en ondernemer.
Reesse studeerde aan de Polytechnische school te Delft en ging in 1874 in de suikerraffinaderij van zijn vader werken. Deze ging in 1881 door brand verloren. In Duitsland had hij kennis opgedaan over de fabricage van cement en in 1883 nam hij een stoomcementfabriek over. Deze verliet hij in 1888 en hij ging een jaar later in Nederlands-Indië als technisch adviseur bij een cementfabriek werken. Over cementbereiding publiceerde hij tussen 1886 en 1889 meerdere artikelen in De Ingenieur.
In 1890 vestigde Reesse zich in Amsterdam, waar hij met zijn voormalig studiegenoot Gerard Philips het plan opvat tot de opzet van een gloeilampenfabriek. Dat jaar deden beiden in het laboratorium van Reesse aan de Herengracht proeven met het maken van kooldraad. Aan het einde van 1890 trok Reesse zich terug en zijn partner begon een jaar later de fabriek die later zou uitgroeien tot het bedrijf Philips.
Reesse richtte zich daarna op publicaties over suikerraffinage en de suikerhandel. Hij publiceerde daarover meerdere standaardwerken en kreeg daarvoor internationale erkenning. In 1910 kwam hij bij een verkeersongeluk om het leven.